# Kurt Massloff

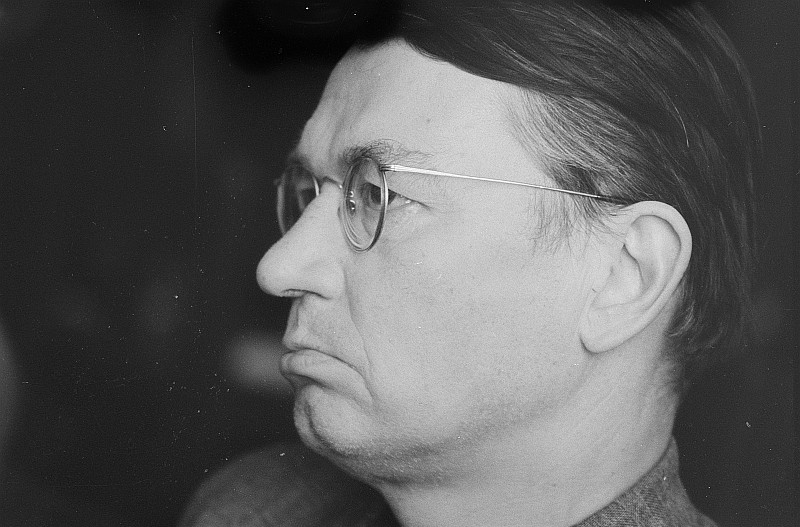
Kurt Massloff (1949)

Carl Kurt Massloff (* 15. Mai 1892 in Döhlen bei Dresden; † 28. Oktober 1973 in Leipzig) war ein deutscher Maler und Graphiker.

## Ausbildung
Kurt Massloff besuchte das Gymnasium von 1910 bis 1912 sowie die Vorschule für Graphik und Buchgewerbe. Er studierte von 1912 bis 1915 Malerei an der Akademie für Graphik und Buchgewerbe Leipzig.

## Beruflicher Werdegang
Kurt Massloff leistete von 1915 bis 1918 Kriegsdienst als Vizefeldwebel. Er trat 1927 der KPD bei, war Mitbegründer der Assoziation revolutionärer bildender Künstler (kurz ASSO, abgekürzt ARBKD) in Leipzig und im Jahr 1931 Delegierter der 1. Reichskonferenz der ARBKD in Berlin. 1932–1933 war er Zeichenlehrer der Marxistischen Arbeiterschule (MASCH).
Er wurde 1933 verhaftet und 1934 zu drei Jahren Zuchthaus verurteilt. Er wurde mit Berufsverbot belegt und seine Werke wurden beschlagnahmt oder zerstört, so auch sein Gemälde Befreiung der Gefangenen von 1932. Ab 1937 arbeitete er als Nachtwächter. 1941 wurde er erneut verhaftet und zu lebenslänglicher Haft verurteilt. 1945 wurde seine Frau Ingrid Massloff wegen „Hochverrats“ hingerichtet. Am 4. Mai 1945 wurde Massloff aus dem Zuchthaus Waldheim befreit.
Im Jahr 1946 wurde er Mitglied der SED und im folgenden Jahr Professor und Rektor der Hochschule für Grafik und Buchkunst in Leipzig (bis 1958). 1972 erhielt er den Vaterländischen Verdienstorden in Gold.
Massloff war in erster Ehe mit Trude Massloff-Zierfuss verheiratet.

## Publizistische Arbeiten
- Geleitwort zu: Alfred Frank, zehn Radierungen. Volk und Buch, Leipzig, 1947

## Postume Ausstellungen mit Werken Massloffs
- 1979: Leipzig, Museum der bildenden Künste (Zum 50. Jahrestag der Gründung der Leipziger Ortsgruppe der ASSO)

- 1984: Leipzig, Museum der bildenden Künste („Kunst in Leipzig 1949 -1984“)